# David Jacobs (atleta)

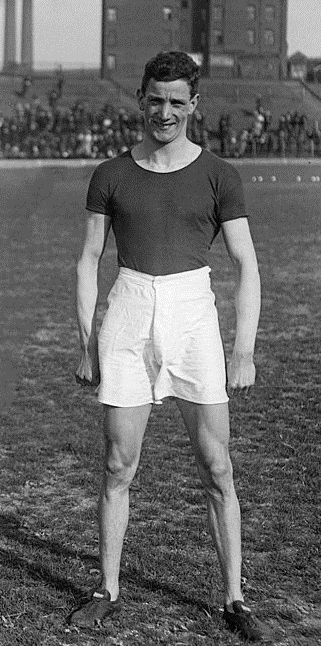
Foto do atleta e Velocista David Henry Jacobs.

David Henry Jacobs (Cardiff, 30 de abril de 1888 — Llandudno, 6 de junho de 1976) foi um atleta e velocista britânico, nascido no País de Gales. Em Estocolmo 1912, conquistou a medalha de ouro olímpica no revezamento 4x100 m junto com os compatriotas: Henry Macintosh, Victor d'Arcy e William Applegarth.
Quando morreu, aos 88 anos, em 1976, era o mais idoso campeão olímpico britânico vivo.